# آلبرتو فویلیو
آلبرتو فویلیو (انگلیسی: Alberto Fouillioux؛ ۲۲ نوامبر ۱۹۴۰ – ۲۳ ژوئن ۲۰۱۸) بازیکن فوتبال فرانسوی‌تبار اهل شیلی بود.
از باشگاه‌هایی که در آن بازی کرده‌است می‌توان به باشگاه فوتبال لیل و باشگاه فوتبال یونیورسیداد کاتولیکا اشاره کرد.
وی همچنین در تیم ملی فوتبال شیلی بازی کرده‌است.